# Valerio Cioli
Valerio di Simone Cioli (Settignano, ca. 1529 – aldaar, 25 december 1599) was een Italiaanse beeldhouwer en restaurateur. Een van zijn bekendste werken is de Fontana del Bacchino (fontein van de kleine Bacchus) in de Boboli-tuinen in Florence.

## Biografie

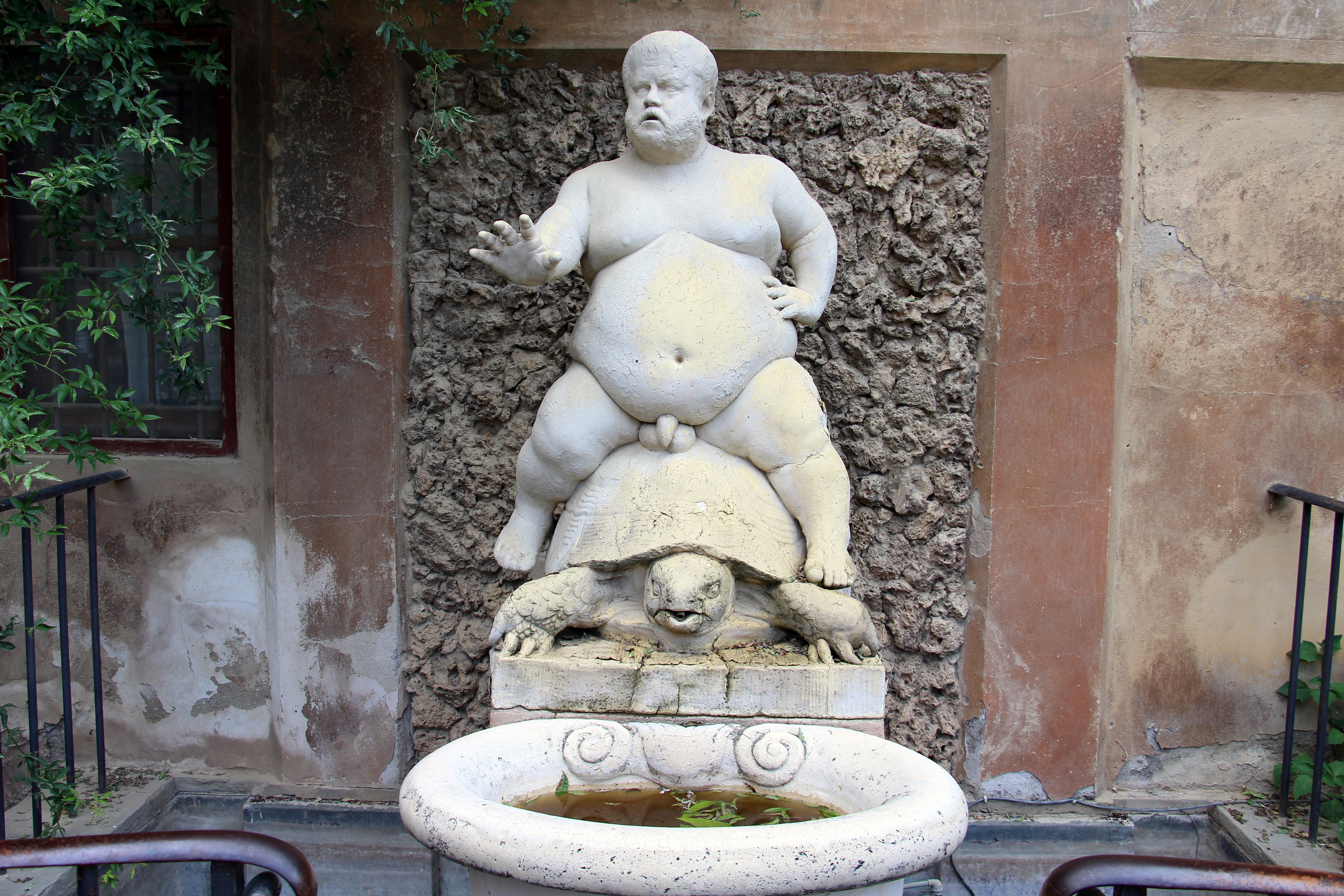
Fontana del Bacchino - Boboli-tuinen

Cioli werd in zijn jeugd door zijn vader en beeldhouwer, Simione Cioli, onderwezen in het vak van beeldhouwen. Op vijftienjarige leeftijd ging hij in de leer bij de bekende beeldhouwer en architect Niccolò Tribolo. Na vier jaar verliet Cioli Florence en vertrok hij naar Rome waar hij in de leer ging bij Raffaello da Montelupo. Da Montelupo was een architect en beeldhouwer, wiens werk sterk was beïnvloed door zijn leermeester Michelangelo. Na zijn jaren van opleiding werkte Cioli als restaurateur van beschadigde beelden uit de Klassieke Oudheid.
Begin jaren zestig keerde Cioli terug naar Florence, daar kreeg hij van Cosimo I de' Medici een opdracht voor het maken van twee tuinbeelden. Model voor de beelden stonden twee dwergen die tot het hof van Cosimo behoorde, nano Pietro Barbino en nano Braccio di Bartolo (bijnaam Morgante).  Na voltooiing werden de beelden tegenover elkaar geplaatst onder een pergola in de Boboli-tuinen. Giorgio Vasari, een tijdgenoot van Cioli, en tevens vooraanstaand, kunstschilder, architect en kunsthistoricus beschrijft de twee beelden in zijn biografisch werk en roemt de kwaliteit en natuurlijke getrouwheid ervan.
Het beeld van Braccio di Bartolo, betrof een karikatuur waarbij hij zittend op een schildpad in een beschonken toestand als Bacchus werd uitgebeeld. In 1579 werd het beeld verplaatst binnen de Boboli-tuinen en omgebouwd tot een fontein. In de jaren tachtig van de twintigste eeuw werd het beeld vervangen door een replica van glasvezel. . 
De reputatie van Cioli, als beeldhouwer, werd gevestigd nadat hij een van de drie beelden (Beeldhouwkunst), onder leiding van Vasari, mocht maken voor bij de graftombe van Michelangelo in de Santa Croce van Florence, tussen 1564 en 1574.
Cioli kreeg ook een zoon, Simone, die net als zijn vader beeldhouwer zou worden al had hij niet hetzelfde talent. Een andere leerling van Cioli met meer bekendheid was de architect en beeldhouwer Gherardo Silvani.

## Galerij

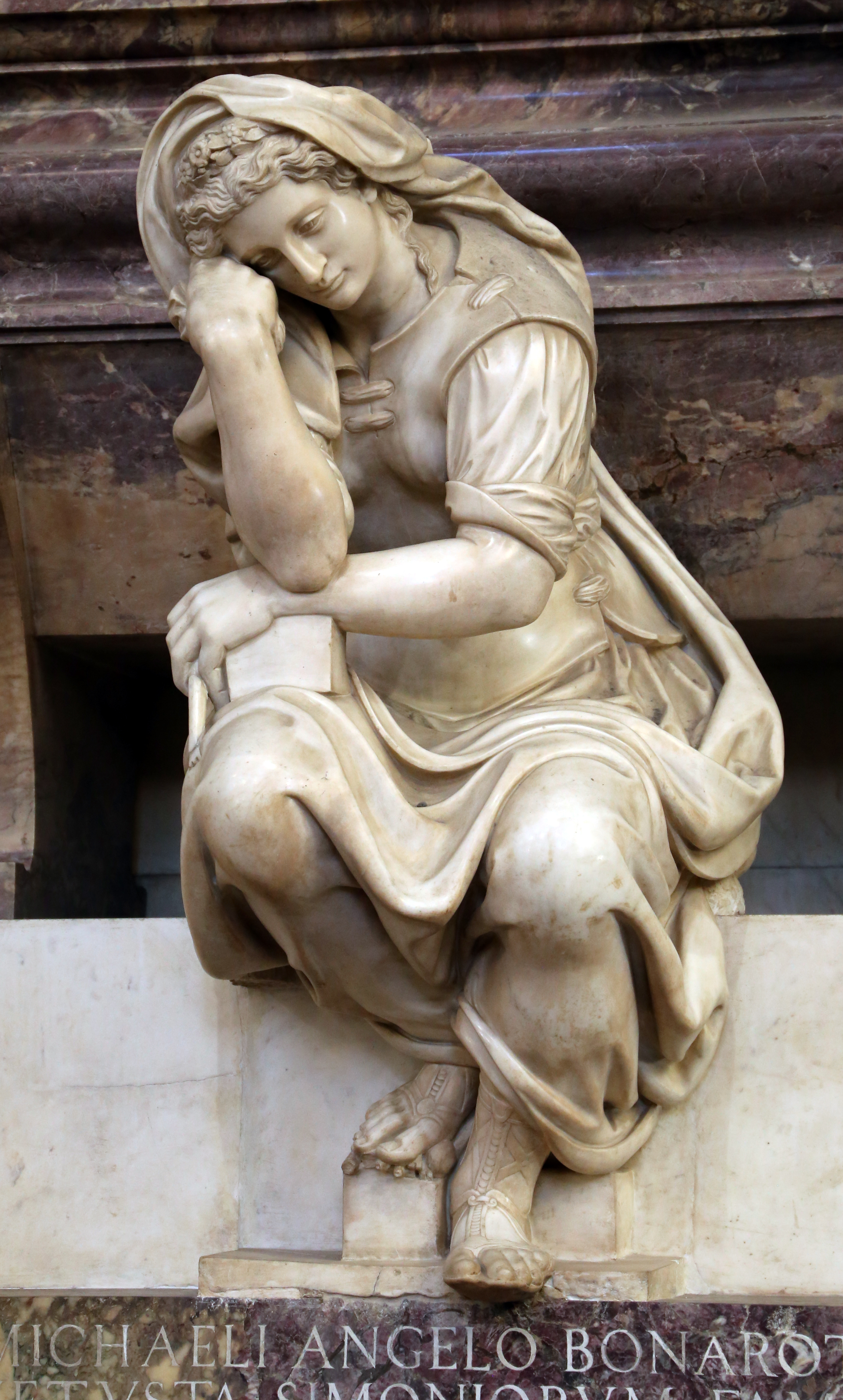
La scultura (ca. 1564-74) Detail bij de graftombe van Michelangelo in de Santa Croce.
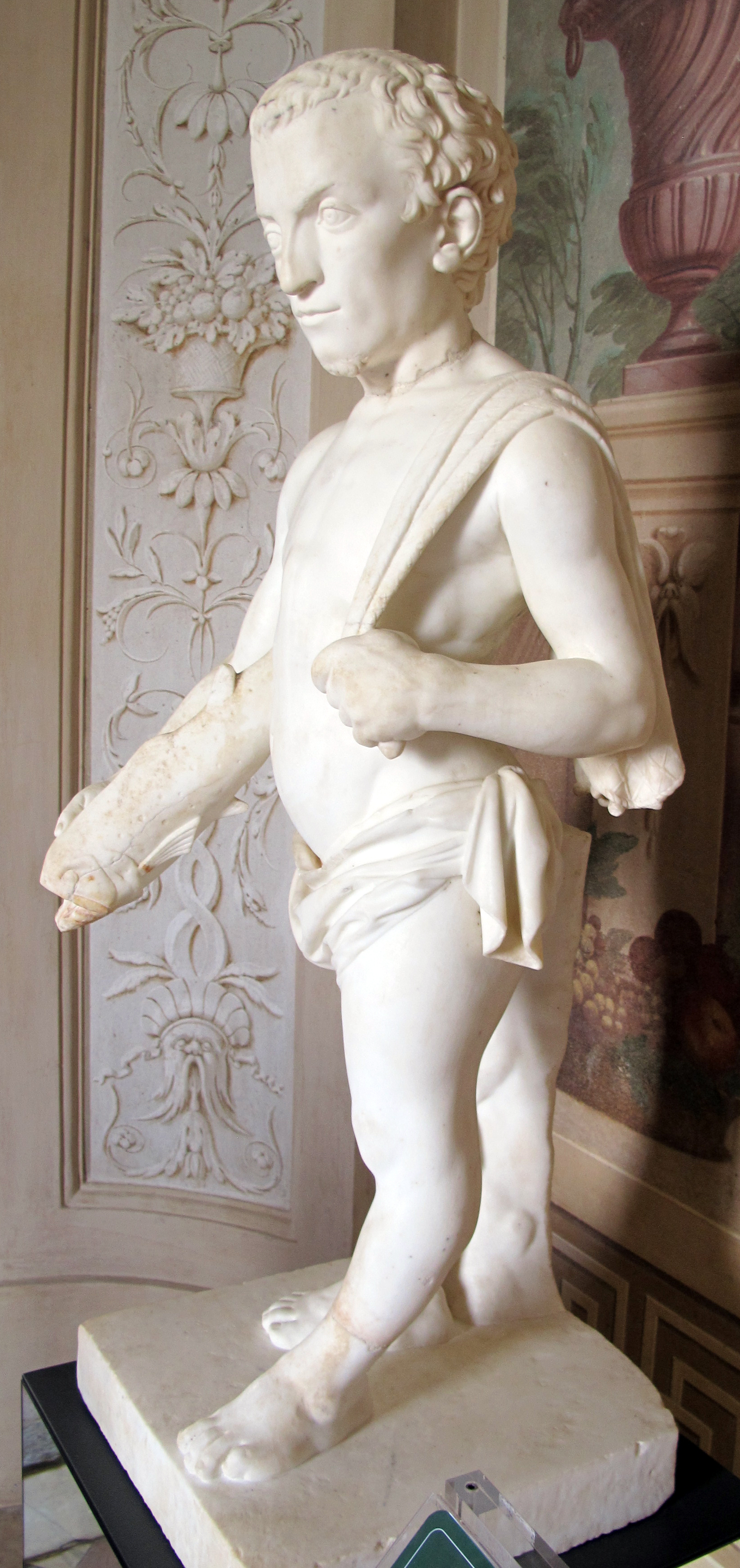
nano Pietro Barbino (ca. 1561-1564)
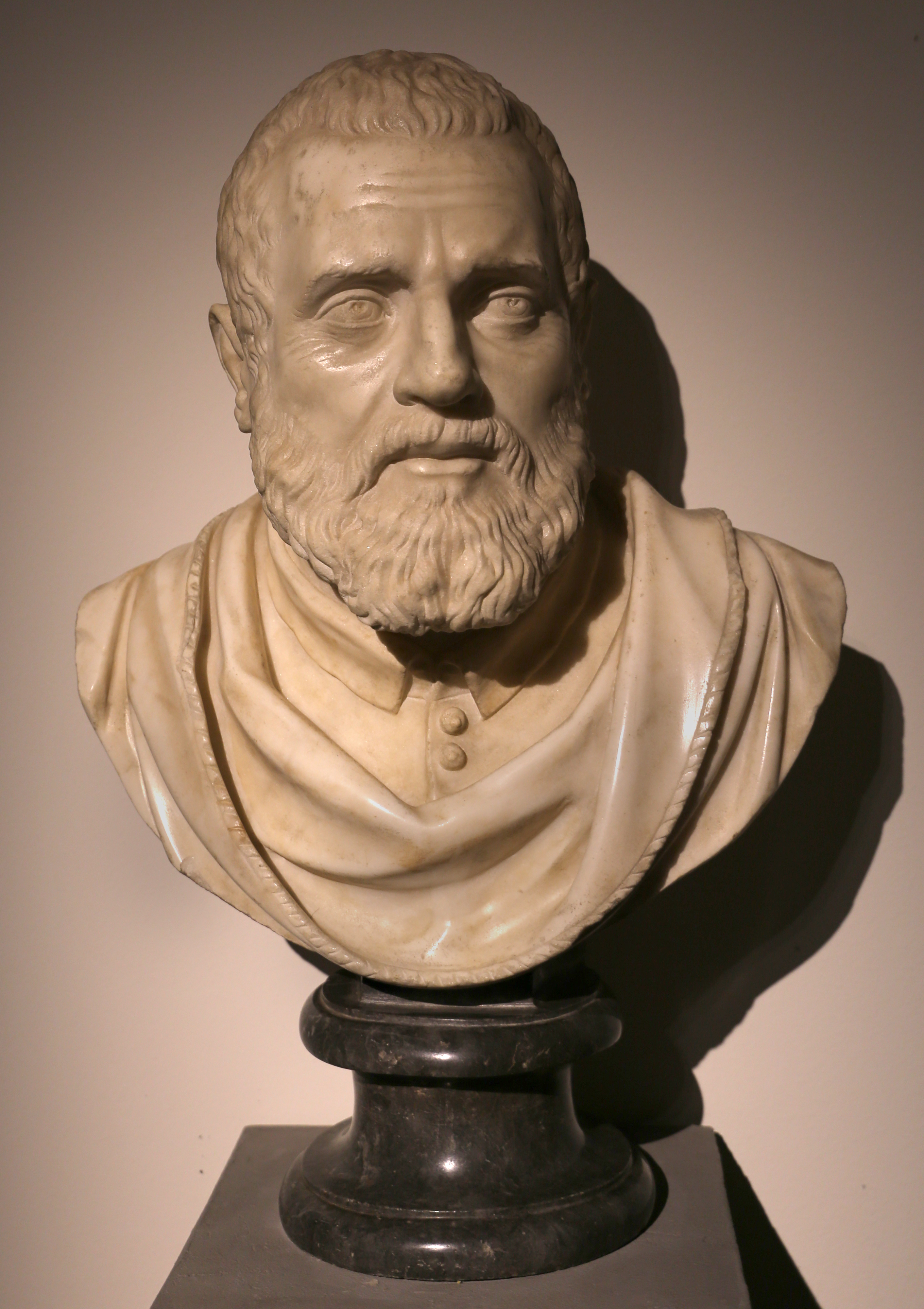

- Bibliothèque nationale de France: cb14971672g (data)
- Gemeinsame Normdatei: 13721443X
- International Standard Name Identifier: 0000 0000 6660 8634
- Library of Congress Control Number: nr2002004041
- RKD-Nederlands Instituut voor Kunstgeschiedenis: 16897
- Union List of Artist Names: 500008742
- Virtual International Authority File: 19953744
- WorldCat: E39PBJppFTGTFwkJRMXhhkPbBP